# Franz von Lilienthal
Franz Otto Ludwig Friedrich von Lilienthal (* 1881; † 1932) war ein deutscher Jurist und Staatsbeamter.

## Leben und Tätigkeit
Lilienthal war ein Sohn des Privatdozenten Dr. Karl von Lilienthal. Im Herbst 1900 bestand er in Heidelberg das Abitur am dortigen Gymnasium. Anschließend studierte er von Winter 1900 bis Herbst 1904 an den Universitäten Heidelberg, Berlin und München. Im Herbst 1904 bestand er in Karlsruhe das erste badische juristische Staatsexamen.
Anschließend absolvierte er den Juristischen Vorbereitungsdienst als Rechtspraktikant in Heidelberg, Baden-Baden, Rastatt und Karlsruhe. Im Januar 1908 wurde er in Heidelberg zum Dr. jur. promoviert. Nach einer zweiten Promotion führte er die Titel Dr. jur. et phil.
Später war Lilienthal beim Landesfinanzamt in Berlin tätig, wo er den Rang eines Oberregierungsrates erreichte.

## Schriften
- Das Kündigungsrecht des Ehemannes aus § 1358 BGB, 1908.
- Der Niederlassungsvertrag zwischen dem Deutschen Reiche und den Niederlanden vom 17. Dezember 1904 und seine Bedeutung für das Deutsche Reich und das Großherzogtum Baden: ein Beitrag zu Fremdenpolitik und Ausweisungsrecht, 1909.
- Export und Import nach dem Umsatzsteuergesetz: Systematische Darstellung, G. Stilke, Berlin 1926. (zusammen mit Heinrich Wermke)
- Steuerreform als wirtschaftliche Nothilfe, O.Liebmann, Berlin 1928.
- „Das Zerrbild der Mona Lisa“, in: Berliner Börsen-Zeitung vom 21. April 1929.
- Bauerntod ist Volkstod, G. Stilke, Berlin 1929.
- Durch Eigentum zur Freiheit, G. Stilke, Berlin 1930.
- Die Steuervorschriften der Notverordnungen nebst der dazu ergangenen Durchführgsbestimmgn u. sonst. Verordnungen, Stilke, Berlin 1932.